# 石棒

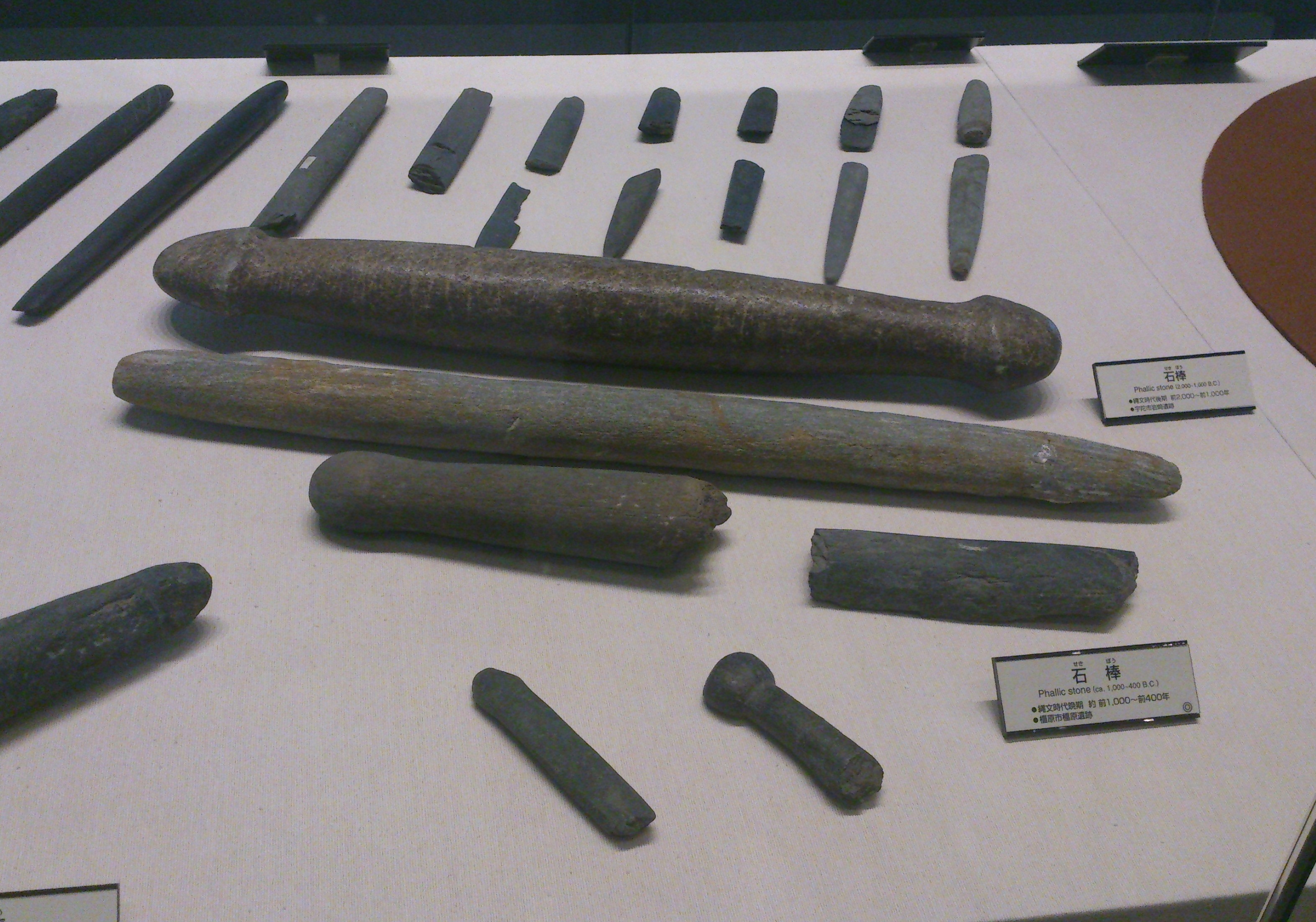
石棒（奈良県立橿原考古学研究所附属博物館）

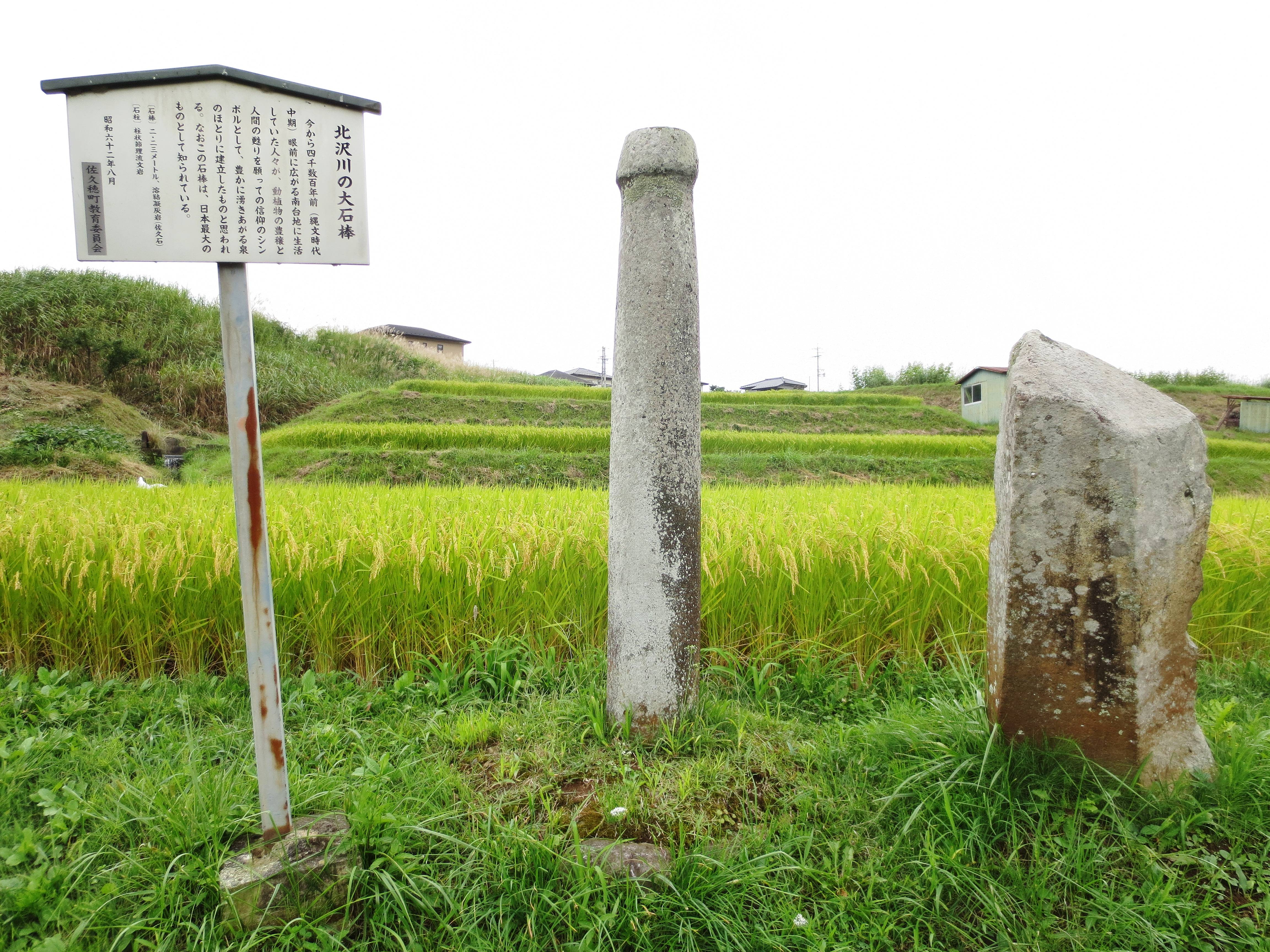
日本最大の石棒・北沢大石棒

石棒（せきぼう）は、縄文時代の磨製石器の一つである。男根を模したと考えられる呪術・祭祀に関連した特殊な道具とみられる。
最大の石棒は長野県佐久穂町にある北沢大石棒で、長さは223cm、直径は25cmである。

## 概要
石棒は広義には石刀や石剣を含む棒状の石製品を総じて指し、狭義にはいわゆる大型石棒を指す場合が多い。広義の石棒は九州から北海道までほぼ全国に存在する。
男根を模した石製品としては、千葉県大網白里市升形遺跡出土の旧石器時代後期(約24000年前)のものまで遡れる。いわゆる大型石棒は、縄文時代中期に中部高地で出現したと考えられ、その後近畿地方以東を中心に広がったと考えられる。ただし、岐阜県の塩屋金清神社遺跡や島遺跡など、いくつかの石棒製作遺跡が東日本を中心に確認されている一方で、西日本でも兵庫県見蔵岡遺跡や京都府上里遺跡などの石棒製作遺跡が確認されている。これは決して東日本で製作された製品を西日本の人間が手にしただけではなく、1つの祭祀形態として受容していたことを示している。
住居内の炉の側で出土する事例が見られ、火熱による損壊変色があることから、石棒は火と関連する祭祀で用いられた祭祀具と考えられる。石棒の祭祀では、「勃起→性行為→射精→その後の萎縮」という男性器の一連の状態が「摩擦→叩打→被熱→破壊」として疑似的に見立てていたとされるものもある。このように破損して出土する事例が非常に多いため、そこに意味を求める説があるが、それに懐疑的な意見もある。また、墓に副葬された石棒もあるように、幾通りもの呪術的機能を持っていたことが推定される。

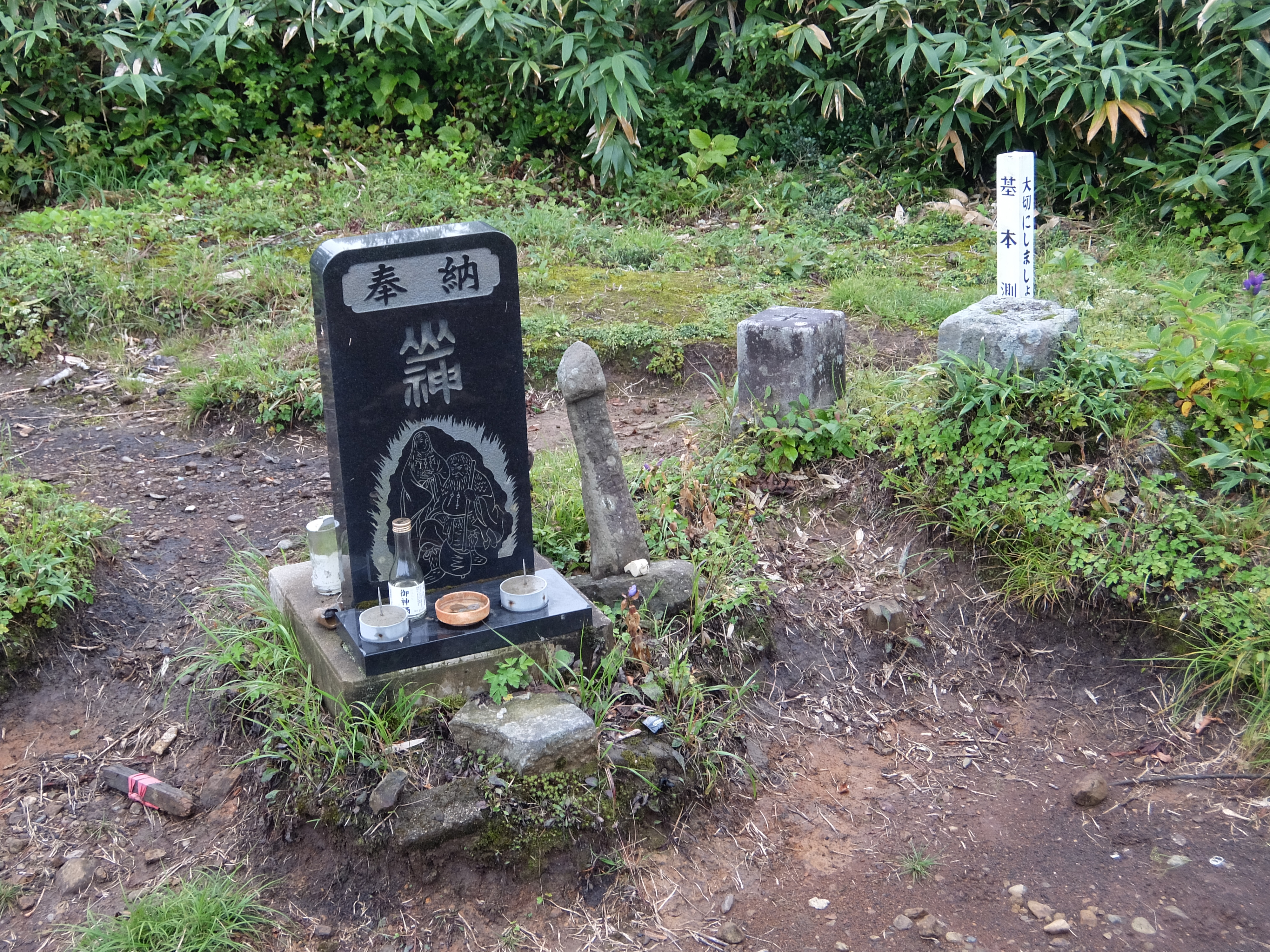
秋田県・山形県の丁岳山頂にある石棒